# Acaulimalva purpurea
Acaulimalva purpurea är en malvaväxtart som först beskrevs av John Hill, och fick sitt nu gällande namn av Krapovickas. Acaulimalva purpurea ingår i släktet Acaulimalva och familjen malvaväxter. Inga underarter finns listade i Catalogue of Life.